# アカセチン
アカセチン(Acacetin)はO-メチル化フラボンに分類されるフラボノイドの一つ。ニセアカシア (Robinia pseudoacacia)、ダミアナ (Turnera diffusa)、シラカンバ (Betula pendula)、シダの一種ヌリトラノオ (Asplenium normale)等で見られる。
アピゲニン 4'-O-メチルトランスフェラーゼは、S-アデノシルメチオニンとアピゲニンからS-アデノシルホモシステインとアカセチンを生成する。